# Ingrid Galster
Ingrid Galster (* 2. August 1944 in Krefeld; † 27. September 2015) war eine deutsche Romanistin und Professorin für Romanische Literaturwissenschaft an der Universität Paderborn.

## Leben
Ingrid Galster studierte nach kaufmännischer Berufstätigkeit und Abitur am Abendgymnasium Romanistik, Germanistik, Philosophie und Pädagogik in Düsseldorf, Duisburg und Aix-en-Provence. 1976 legte sie die Licence in Lettres modernes, 1979 das Erste Staatsexamen für das Lehramt an Gymnasien ab. 1984 promovierte sie über das Theater Jean-Paul Sartres im kulturpolitischen Kontext der deutschen Besatzung in Paris. 
Von 1982 bis 1990 war sie als wissenschaftliche Angestellte und Hochschulassistentin an der Katholischen Universität Eichstätt tätig. 1987 war sie DAAD-Gastdozentin an der Pontificia Universidad Javeriana in der kolumbianischen Hauptstadt Bogotá. 1991–1993 erhielt sie ein DFG-Habilitandenstipendium. Mit einem rezeptionsgeschichtlichen Thema aus der Hispanistik habilitierte sie sich 1994 in Eichstätt. Anschließend folgten Lehrstuhlvertretungen in Kiel und Aachen und Rufe nach Paderborn und Leipzig. Ab 2000 war sie Professorin für Romanische Literaturwissenschaft an der Universität Paderborn.

## Schriften
- Le Théâtre de Jean-Paul Sartre devant ses premiers critiques. Bd. 1: Les pièces créées sous l’Occupation allemande - Les Mouches et Huis clos. Paris: Jean-Michel Place 1986; 2. Auflage Paris: L’Harmattan 2001 mit Vorwort von Michel Winock, ISBN 2-7475-0715-7.
- Sartre, Vichy et les intellectuels. Paris: L'Harmattan 2001, ISBN 2-7475-0479-4.
- (ed.) La naissance du "phénomène Sartre". Raisons d’un succès (1938-1945). [Akten des interdisziplinären Eichstätter Kolloquiums, 5.-8. November 1997]. Paris: Le Seuil 2001, ISBN 2-02-047998-2.
- (ed.) Le Deuxième Sexe de Simone de Beauvoir. (Anthologie critique) Paris: Presses de l'université de Paris-Sorbonne (PUPS) 2004, ISBN 2-84050-304-2.
- (ed.) Simone de Beauvoir: Le Deuxième Sexe. Le livre fondateur du féminisme moderne en situation. [Akten des interdisziplinären Eichstätter Kolloquiums 10.-13. November 1999]. Paris: Honoré Champion 2004, ISBN 2-7453-1209-X. 2. Auflage 2015.
- (ed.) Sartre devant la presse d’Occupation. Le Dossier critique des Mouches et Huis clos. Presses Universitaires de Rennes 2005, ISBN 2-7535-0103-3.
- (ed.) Sartre et les juifs. Actes du colloque de juin 2003 à la Maison Heinrich Heine, Cité universitaire, Paris. Paris: La Découverte 2005, ISBN 2-7071-4615-3.
- Beauvoir dans tous ses états. Paris: Tallandier 2007, ISBN 978-2-84734-454-7.
- Aguirre oder Die Willkür der Nachwelt. Die Rebellion des baskischen Konquistadors Lope de Aguirre in Historiographie und Geschichtsfiktion (1561-1992). Frankfurt: Vervuert 1996, ISBN 3-89354-075-X.
- Aguirre o La posteridad arbitraria. La rebelión del conquistador vasco Lope de Aguirre en historiografía y ficción histórica (1561-1992). Bogotá: Ed. Universidad del Rosario und Ed. Universidad Javeriana 2011, ISBN 978-958-738-204-4.
- Sartre sous l'Occupation et après. Nouvelles mises au point. Paris: L'Harmattan 2014, ISBN 978-2-343-04254-1
- Simone de Beauvoir und der Feminismus. Ausgewählte Aufsätze. Argument Verlag, Hamburg 2015, ISBN 978-3-86754-501-3.
- Hispanoamérica y el posmodernismo. Teoría literaria, feminismo, textos coloniales y novela historica. Paris: L'Harmattan 2015, ISBN 978-2-343-05804-7